# أحمد الكاس
أحمد الكاس (مواليد 8 يوليو 1965) هو لاعب منتخب مصر وأندية الأوليمبي والزمالك والاتحاد السكندري السابق، من ضمن قائمة نادي المائة في الدوري المصري تشمل تسعة لاعبين سجلوا أكثر من 100 هدف في الدوري المصري برصيد 107 هدف في المركز السادس، شارك مع المنتخب المصري في كأس العالم 1990 بإيطاليا، وأحرز خمسة أهداف مع نادي الزمالك خلال مشاركاته الأفريقية المختلفة، وحاليًا يعمل كمدير فني بنادي مصر ، وذلك بعد أن قدم استقالته من تدريب نادي القناة في 2 نوفمبر 2016 بعد هزيمته من المصرية للاتصالات بثلاثة أهداف مقابل هدف، وفي 11 ديسمبر 2016 أنهى مسئولو نادي مصر الاتفاق معه لقيادة الفريق خلفًا لعبد الناصر محمد المستقيل هو الآخر بعد الخلاف الذي دخل فيه مع مسئولي مجلس الإدارة عقب خسارة الفريق من منتخب السويس بنتيجة 2–0.

## الألقاب
مع الزمالك:
- كأس الأندية أبطال الدوري: (1)

1996
- كأس السوبر الأفريقي: (1)

1997
مع منتخب مصر:
- كأس العرب: (1)

1992
مع منتخب مصر العسكري:
- كأس العالم العسكرية: (1)

1993
ألقاب شخصية:
- هداف الدوري المصري لثلاثة مرات (1991-92، 1992-93 و1993-94)
- سجل أكثر من مائة هدف في بطولة الدوري المصري (107)

## وصلات خارجية
- أحمد الكاس على موقع الاتحاد الدولي (مؤرشف)  (الإنجليزية)
- أحمد الكاس على موقع قاعدة بيانات كرة القدم.إي يو (الإنجليزية)
- أحمد الكاس على موقع ناشيونال فوتبول تيمز (الإنجليزية)
- أحمد الكاس على موقع Soccerway.com (الإنجليزية)
- http://www.national-football-teams.com/v2/player.php?id=14823
- http://www.footballdatabase.eu/football.joueurs.ahmed.el-kass.43194.en.html